# Les Diablerets
Les Diablerets (3.210 m s.l.m.) è una montagna delle Alpi Bernesi (sottosezione Alpi di Vaud).

## Descrizione
Il massiccio si trova lungo la linea di confine tra il Canton Vaud ed il Canton Vallese. Costituisce il punto più elevato del Canton Vaud.
La denominazione Les Diablerets è anche usata per indicare tutto il massiccio che oltre alla Vetta des Diablerets contiene le seguenti vette:
- Tête de Barme - 3.185 m
- Oldenhorn - 3.132 m
- Tête Ronde - 3.037 m
- Scex Rouge - 2.971 m
- Tour St. Martin (Quille du Diable) - 2.908 m
- Culan - 2.789 m.

## Sci alpino
Les Diablerets è anche la stazione sciistica che si trova ai piedi del massiccio montuoso e che si trova nel comune di Ormont-Dessus. La località ha ospitato diverse gare di Coppa del Mondo di sci alpino e le gare di sci alpino dei III Giochi olimpici giovanili invernali di Losanna 2020.